# Henning Wellejus
Henning Wellejus (23/8 1919 i Roskilde - 8/12 2002 i København) var en dansk komponist og dirigent. Han blev født i Roskilde, hvor hans far var redaktør på Roskilde Dagblad. 1927 flyttede familien til Viborg, hvor faderen Theodor Wellejus blev redaktør af Viborg Stifts Folkeblad og senere borgmester. Her voksede sønnen op sammen med sin lillebror, den senere dirigent Aksel Wellejus. Henning Wellejus blev gift med Inge Østerby 31/3 1950. (21/11 1920-1983)

## Uddannelse
Faderen var amatørpianist og inspirerede sin søn til at beskæftige sig med musik. Han begyndte at spille som 6-årig og så småt at komponere. Senere fik han undervisning i klaverspil og musikteori hos musikpædagog Magda Plessing og organist Bodil Helsted.
Efter studentereksamen i 1938 studerede han jura ved Københavns universitet samtidig med, at han fortsatte sine musikstudier med Svend Erik Tarp som lærer i komposition og musikteori og Giovanni di Bella i instrumentation.
Han tog juridisk kandidateksamen i 1945 og var de næste 28 år ansat som jurist i "Landsnævnet for børne- og ungdomsforsorg Arkiveret 2. februar 2017 hos  Wayback Machine".

## Musikalsk karriere
Jævnsides med uddannelse og det civile arbejde, etablerede han sig som komponist, dirigent, pianist og musikskribent. Allerede 6. november 1939 fik han en violinsonate opført ved en koncert, arrangeret af Det unge Tonekunstnerselskab. "Et tydeligt sporligt Talent", mente en dagbladskritikker om denne sonate. I 1943 blev hans officielle op. 1, Suite for strygeorkester opført, og i 1945 en "Frihedsouverture for orkester - Det har slet ingen hast…"
Fra 1950-1979 var han dirigent for et amatørorkester, Etatsorkestret, men han dirigerede også i andre sammenhænge, f.eks. egne værker med Århus Byorkester, Radiounderholdningsorkestret, og Det norske Radioorkester. I en periode var han repetitør ved Malmö stadsteater og Det Kongelige Teater. Ved flere lejligheder har han været akkompagnatør, også i sammenhænge uden for den såkaldt "klassiske" musik, f.eks. på Sebastians album The Goddess.
Som musikanmelder gennem en årrække - ved dagbladet København, Venstrepressens Bureau og senest ved Frederiksborg Amts Avis - fik han lejlighed til at argumentere for sin holdning til kompositionsmusikkens tilstand. Han fik snart et ry som en konservativ forsvarer af den klassiske tradition og som en af den moderne musiks skarpe modstandere. Men hans musik blev dog ind imellem spillet, både i Danmark og i udlandet. I 1996 udgav Dacapo en CD med et udvalg af hans musik, og han er også repræsenteret på en anden CD fra 2000 med værker for blæserkvintet.

## Musikken
Fra begyndelsen af sin komponistkarriere valgte han at skrive musik som var lyttevenlig. Han har vendt modernismen ryggen, skrevet artikler og kronikker mod den musik, der hverken havde melodi eller lød godt. Han mente, at musikken skulle være publikumsvenlig og imødekommende. Han forfægtede den holdning, at musik skal tale til hjertet og angreb den modernisme, der udelukkende er et anliggende for hjernen, for hvad der skrives med hjertet, går til hjertet.
Af lidt ældre danske komponister kan han måske sammenlignes med Emil Reesen, Jacob Gade og Oskar Gyldmark, men også Svend Erik Tarp, Otto Mortensen og Jørgen Jersild har han ting til fælles med. Hans musik er blevet sammenlignet med det engelske fænomen, der kaldes Light Music", en betegnelse man også kan hæfte på musikken af Reesen, Gade og Gyldmark.

## Udmærkelser
- P. Lange-Müller stipendiet, 1956
- Aksel Agerbys Mindelegat, 1957
- Det anckerske Legat, 1958
- August og Theodora Hassels Famlie- og kunstnerlegat, 1987

## Værkliste
Værklisten omfatter de værker som komponisten selv har forsynet med opustal + enkelte andre. Den er hentet fra Komponistforeningens værklister.
- Op. 1 Suite for strygeorkester
- Op. 2 Sange (sopran eller tenor og klaver)
- Op. 3 Sonatine for klaver
- Op. 4 Sange (sopran eller tenor og klaver)
- Op. 5 17 sange Sange (sopran eller tenor og klaver)
- Op. 6 4 Knaldperler (sopran/mezzo/tenor og klaver - 1947)
- Op. 7 Sonatine for violin og klaver (1944)
- Op. 8 Det er så dejligt en forårsdag, 10 klaverstykker (1946)
- Op. 9 Suenos espagnoles, suite for orkester
- Op. 10 Violinkoncert (1948, revideret 1968)
- Op. 11 2 franske klaverstykker
- Op. 12 Trio for klarinet, viola og klaver
- Op. 13 Det har slet ingen hast…, Frihedsouverture for orkester (1945)
- Op. 14 Svanen, balletmusik for orkester
- Op. 15 Suite fra Svanen ”Vor Barndoms Venner” for orkester eller ensemble
- Op. 16 Postvognen ruller, ouverture for orkester (1959)
- Op. 17 En dansk Sommerpastorale (orkester - 1961)
- Op. 18 Festpræludium for orkester
- Op. 19 Passacaglia for orkester
- Op. 20 Fra H. C. Andersens Billedbog for orkester (1957)
- Op. 21 Concerto de danse / Concerto choréographique (orkester - 1958)
- Op. 22 Årets Historie (orkester - 1958)
- Op. 23 Mester Jacob på afveje, galop for orkester (1959)
- Op. 24 Symfoni nr. 1 for orkester
- Op. 25 Vuggesang og Lystig serenade for obo og klaver (1958)
- Op. 26 Kammerherren, komisk opera (tekst: Sven Clausen).
- Op. 27 Symfoni nr. 2 for orkester
- Op. 28 To må man være, kammeropera.
- Op. 29 Concerto piccolo (orkester - 1963)
- Op. 30 Fløjteserenade for sjov (fløjte, violin, viola og cello)
- Op. 31 Drømmen, TV-ballet orkester
- Op. 32 Koncert for obo og orkester (1964)
- Op. 33 Strygekvartet nr. 1.
- Op. 34 Lyrisk intermezzo, parafrase for strygeorkester
- Op. 35 Symfoni nr. 3 for orkester
- Op. 36 Blæserkvintet (1966)
- Op. 37 Københavner-Rhapsodi (orkester - 1971)
- Op. 38 Kom frit frem el. Én for alle og alle for én (orkester)
- Op. 39 Epitaf (orkester)
- Op. 40 Tivoli-ouverture (orkester)
- Op. 41 Træ for to for (klarinet og fagot)
- Op. 42 Sange for sopran eller tenor og klaver
- Op. 43 Strygekvartet nr. 2.
- Op. 44 Ti nye sange for sopran eller tenor og klaver
- Op. 45 Den forvandlede brudgom, komisk opera (tekst: Mogens Balslev).
- Op. 46 Grates nunc omnes (soli, kor og orkester - tekst: Hans Thomissøn).
- Op. 47 Nina (symfonisk fantasi for orkester)
- Op. 48 Intrada (orkester)
- Op. 49 Fortrolig snak (obo, violin og klaver - 1974)
- Op. 50 Dionysia symfonisk fantasi for orkester (1975)
- Op. 51 Invention A Carmen dulce (violin, obo og klaver)
- Op. 52 Le chant des oiseaus (sopran og ensemble - 1976)
- Op. 53 Festpræludium for klaver eller orgel
- Op. 54 Kvartet for 4 fløjter (1977)
- Op. 55 Barbara, opera.
- Op. 56 Cellokoncert (1978)
- Op. 57 Trio da chiesa (trompet, trombone og orgel)
- Op. 58 Suite (obo, strygere og slagtøj - 1981)
- Op. 59 Musik for orkester (1981)
- Op. 60 Stjernes fjerne morgensang (orkester - 1982)
- Op. 61 Nærkontakt (strygetrio - 1983)
- Op. 62 Et dansk requiem (soli, kor og orkester - 1984)
- Op. 63 Tre Davidssalmer (baryton/bas og klaver/orgel - 1984)
- Op. 64 Tre motetter for blandet kor (1985)
- Op. 65 Sonate for violin og klaver (1986)
- Op. 66 Livets træ (cello og klaver - 1985)
- Op. 67 Tre motetter (lige stemmer - 1986)
- Op. 68 Lidt har også ret (klaver - 1942/1986)
- Op. 69 En sommermorgen i Hornbæk (orkester - 1987)
- Op. 70 11 mand frem for Morfeus (messingblæsere - 1987)
- Op. 71 En landlig hyrdetime (obo, cello og harpe - 1988)
- Op. 72 Klaverkoncert (1995)
- Op. posth. Tre Årstidssange (2 lige stemmer og orgel/klaver)

Uden opus
- Til foråret for stemme og klaver (1981)
- Danskere (blandet kor - 1983)
- Forår i parkerne (blandet kor - 1982)
- Skyerne gråne (stemme og klaver - 1983)
- Jeg har en angst (klaver med underlagt tekst - 1988)
- Børnene i verden (3 lige stemmer - 1988)
- Skummende slynger de sølvhvide have (klaver med underlagt tekst 1989)
- Salme (klaver med underlagt tekst - 1989)
- Til Betty! (sangstemme og klaver - 1990)
- Til Glasmenageriet (stemme, instrumenter og klaver - 1992)
- Hvis man har brug for hvile (klaver med underlagt tekst - 1994)
- Kvintet? (obo, klarinet, fagot og klaver - 1999)

## Indspilninger
- Forskellig orkestermusik
- Blæserkvintet
- Violinkoncert
- "Et saligt Digterhjerte" Sange af bl. a. Wellejus til tekster af H.C. Andersen, sunget af Anne Birgit Garde og akkompagneret af Henning Wellejus.